# Exogroove

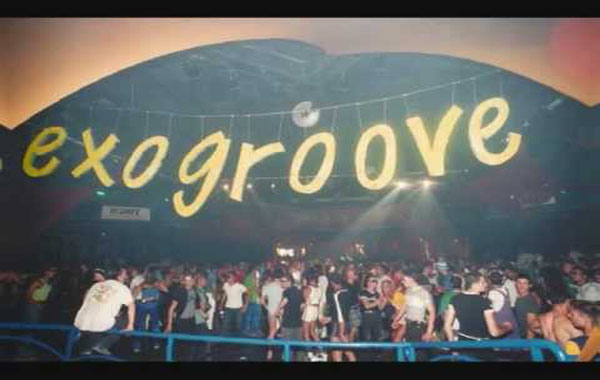
L'Exogroove nel 1994 in una discoteca del nord-est Italia.

L'Exogroove è stato un festival itinerante di musica house e techno ideato dall'imprenditore milanese conosciuto da tutti con lo pseudonimo di Gabon. 
I primi eventi si svolsero nell'inverno del 1989. Negli anni novanta l'Exogroove divenne un fenomeno di culto. In Italia fu il precursore del concetto di After Hours e degli eventi di musica elettronica ed una line up con decine di dj del calibro di Joe T Vannelli, Claudio Coccoluto, Robert Miles, John Digweed e Lil Louis, unendo in un unico evento (cosa mai avvenuta prima) la house e la techno, che negli anni novanta avevano un pubblico completamente opposto diviso in due acerrime fazioni. L'Exogroove fu un vero e proprio festival ante-litteram, con orari che consentivano al pubblico di godersi la musica in pieno giorno, concludendosi rigorosamente entro la mezzanotte.
Il format venne presto esportato in tutto il mondo. Data l'affluenza composta da migliaia di persone e per ovviare alle conseguenti problematiche logistiche, i festival venivano svolti quasi sempre in maxi locali che avessero a disposizione almeno due sale da ballo e ubicati nelle immediate vicinanze di caselli autostradali o strade di grande comunicazione. 
Nei primi anni 2000 il Festival ebbe una battuta di arresto a causa del cambio di tendenza musicale e delle abitudini del pubblico.

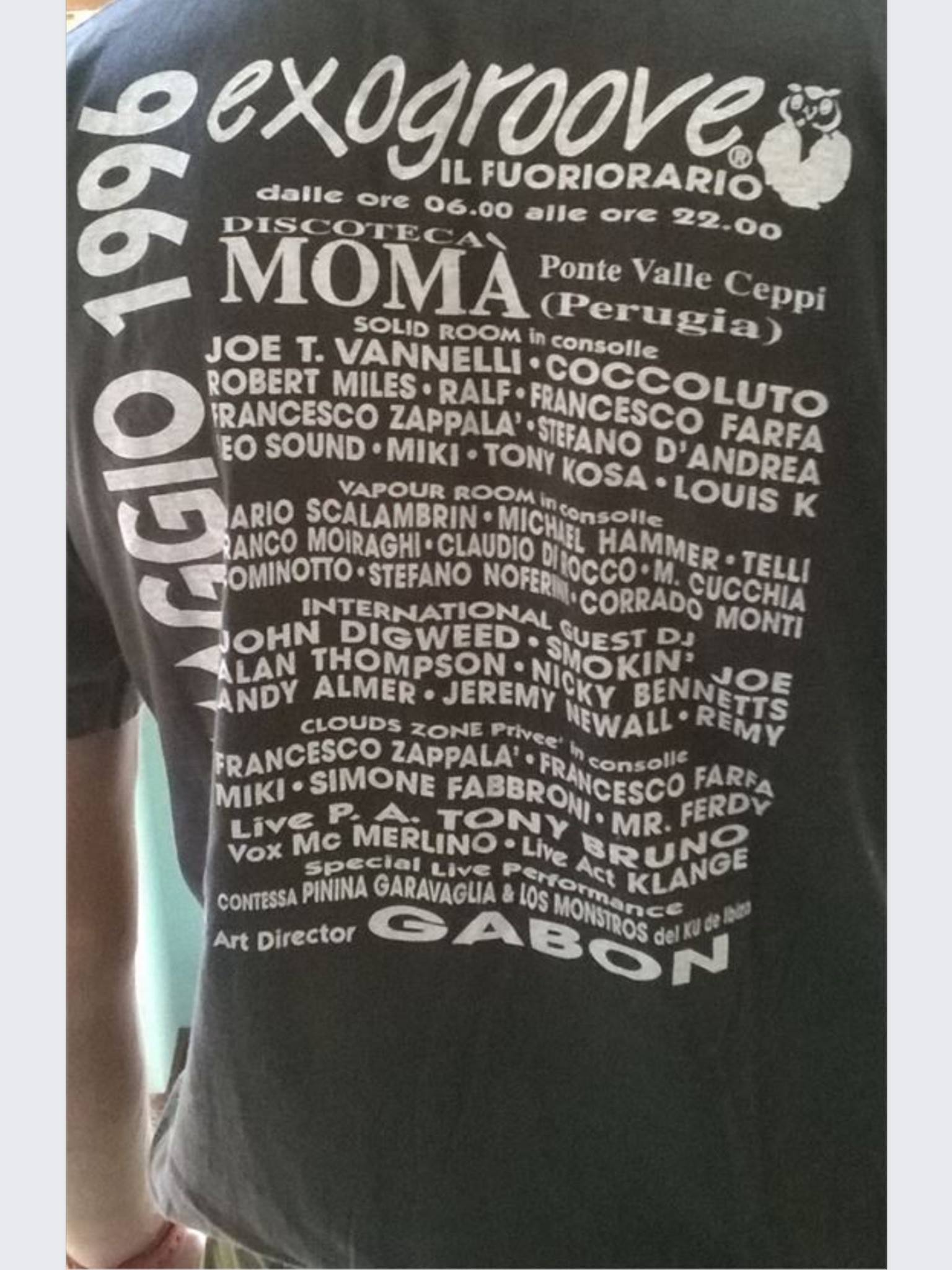
Una t-shirt distribuita in un Exogroove svoltosi in una discoteca del centro Italia nel 1996.